# Izbica (architektura)

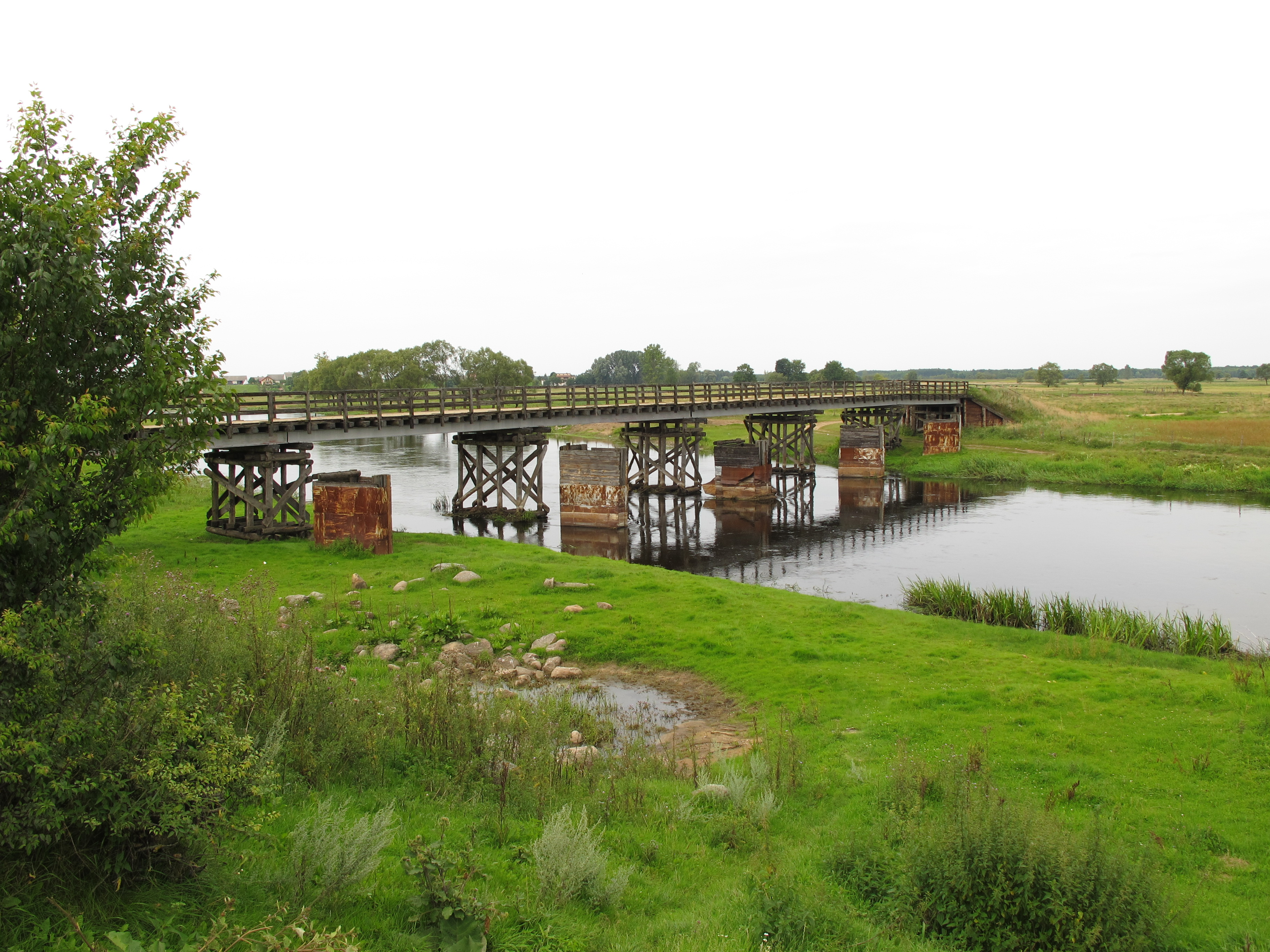
Izbice przed filarami mostu na Narwi we wsi Łaś-Toczyłowo

Zasugerowano, aby ten artykuł podzielić na różne artykuły.

## Izbica (budownictwo)
Konstrukcja zabezpieczająca filary mostu lub innego obiektu hydrotechnicznego przed naporem lodu (lodołam). Wykonywana z żelbetu, kamieni, drewna w formie ostrosłupa o trójkątnej podstawie. (Wysokość podstawy o największym wymiarze ustawiona jest wzdłuż nurtu rzeki).

## Izbica (fortyfikacje)

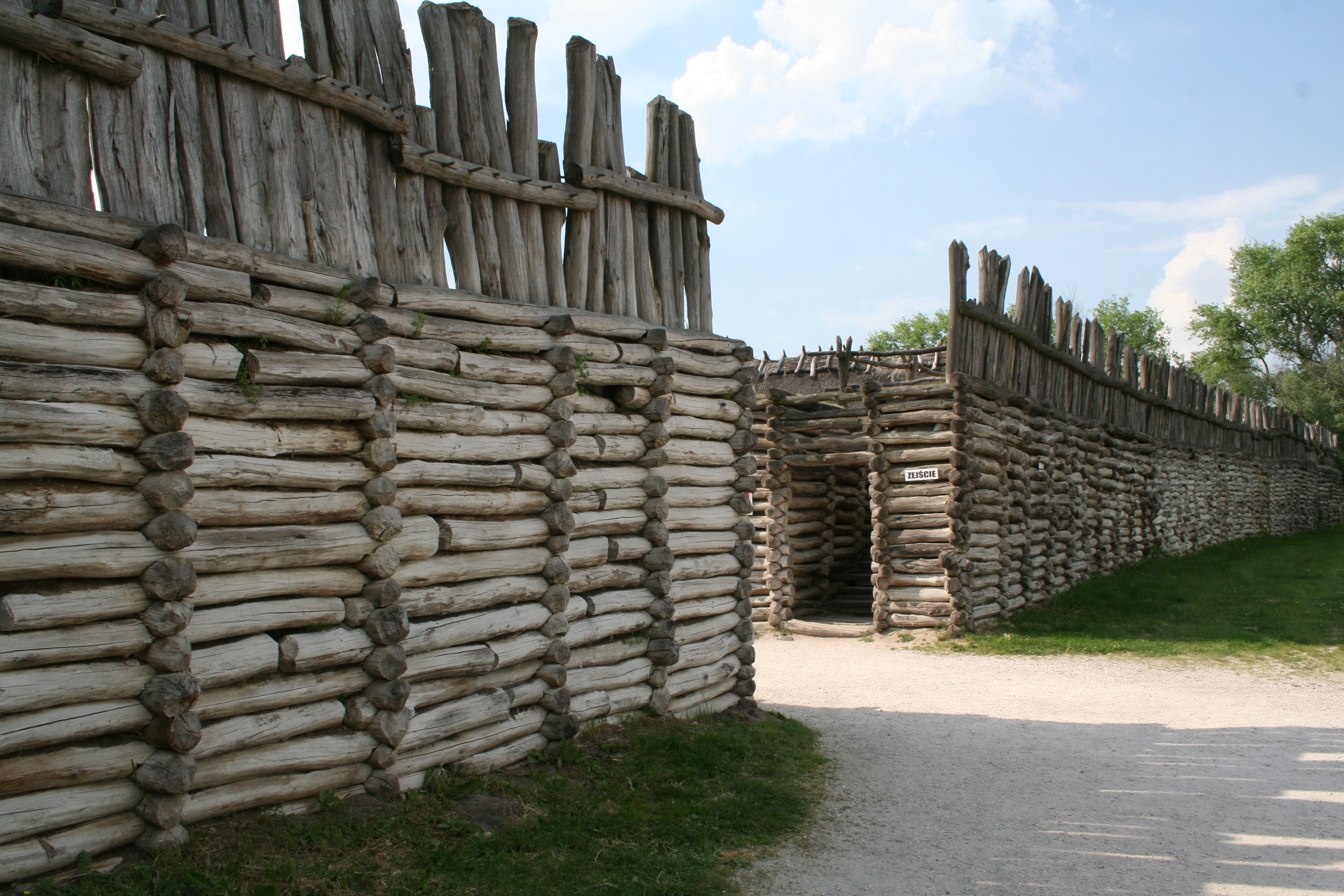
Biskupin - konstrukcja wałów

Rodzaj konstrukcji drewnianych wałów obronnych. Wały o konstrukcji izbicowej (skrzyniowej) budowane były jako ustawione rzędem na styk skrzynie z drewna, wykonane w konstrukcji zrębowej. Skrzynie wypełniano piaskiem, gliną lub ziemią, a z zewnątrz były one obsypane ziemią. Znana jest też forma "pusta", mieszcząca wewnątrz skrzyń pomieszczenia dla obrońców. Na wale umieszczona była tzw. droga wałowa osłonięta przedpiersiem. Taka konstrukcja wałów stosowana była w średniowieczu.
Wały o konstrukcji skrzyniowej zastosowane były w Biskupinie.

## Izbica (architektura drewniana)

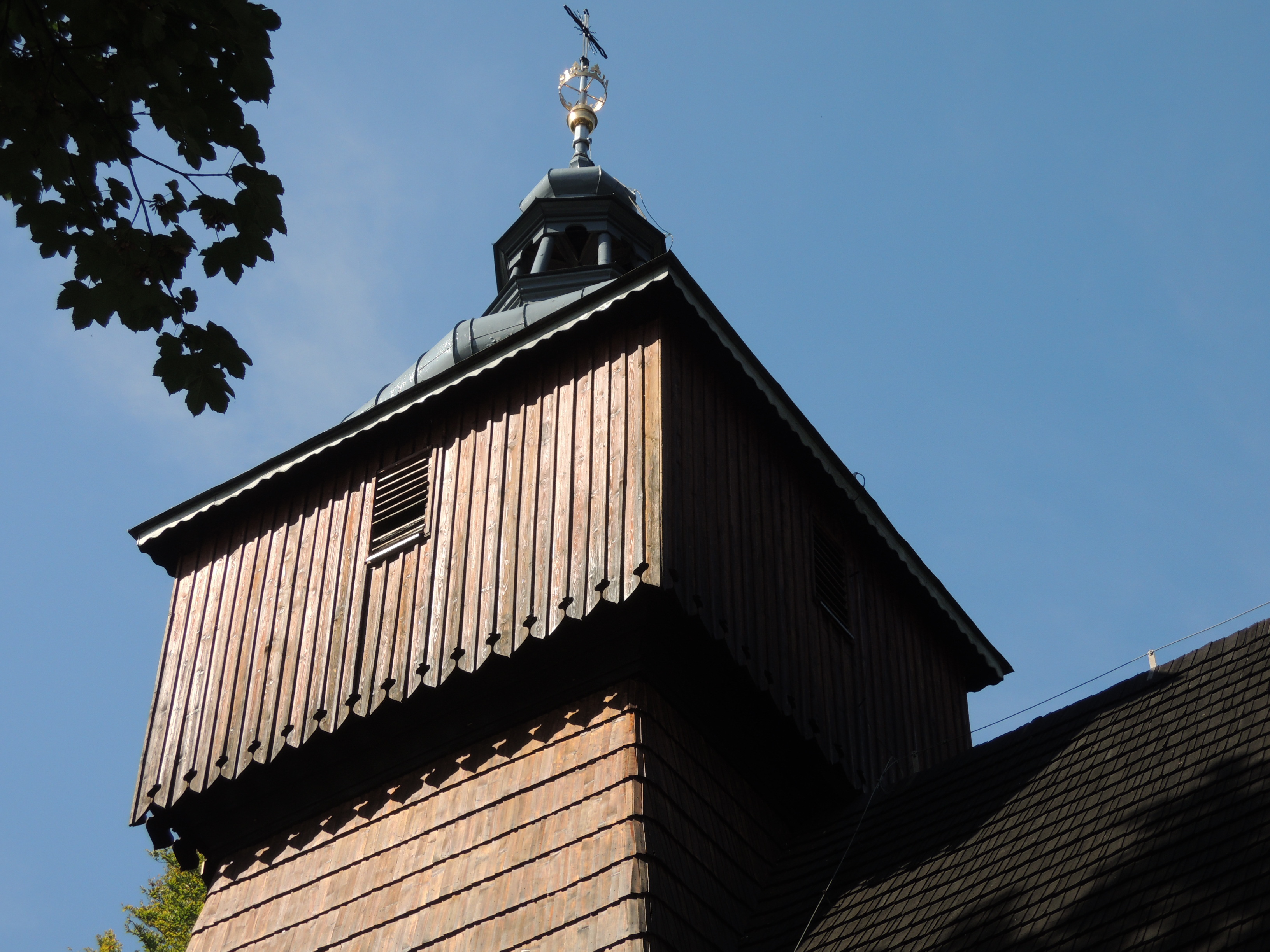
Izbica na dzwonnicy kościoła Podwyższenia Krzyża Świętego w Starej Wsi (gm. Wilamowice)

Najwyższa, nadwieszona kondygnacja w drewnianych dzwonnicach mieszcząca pomieszczenie na dzwony. Z zewnątrz zwykle obita deskami, często ozdobnie wyciętymi w części dolnej, gontem lub dranicami. Na izbicy znajdował się najczęściej dach namiotowy, cztero- lub ośmiopołaciowy, czasem z narożnymi wieżyczkami. Forma izbicy podporządkowana jest jej funkcji, pozwala ona uzyskać większą stateczność wobec mimośrodowych sił pracujących dzwonów. Małe okienka umieszczane w izbicy powodowały lepszą emisję dźwięku dzwonu.
Najstarsze kościelne wieże z izbicami datują się na początek XVII wieku (kościół św. Michała Archanioła w Dębnie – 1601 rok, kościół Narodzenia Najświętszej Marii Panny w Libuszy – 1607 rok) a wolno stojące na koniec XVI wieku (dzwonnica przy drewnianym kościele w Poniszowicach z 1570 roku).